# Teresa Sperling
Teresa Sperling (* 1990 in Deggendorf) ist eine deutsche Schauspielerin.

## Leben
Teresa Sperling wurde 1990 in Bayern geboren. Sie studierte von 2010 bis 2013 zunächst an der Ludwig-Maximilians-Universität München Germanistik und Theaterwissenschaft (Abschluss: Bachelor of Arts) und im Anschluss bis 2016 Linguistik und Theaterwissenschaft (Abschluss: Bachelor of Arts). Von 2015 bis 2018 studierte sie an der Berufsfachschule für Schauspiel TheaterRaum München, an der sie im August 2018 ihren Abschluss machte.
Erste Theatererfahrungen sammelte sie bereits vor ihrem Schauspielstudium Anfang der 2010er Jahre an der TWM Studiobühne München (unter anderem in Die Ratten). Während ihrer Ausbildung beim TheaterRaum München kamen Auftritte im theater … und so fort, am Theater Heppel & Ettlich hinzu, anschließend hatte sie weitere Gastspiele am Theater Belaqua Wasserburg am Inn, am Stadttheater Weilheim und am Blutenburg-Theater in München. Ab 2018 übernahm sie Rollen in Fernsehserien und -filmen.
Im Jahr 2018 wurde ihr der Lore-Bronner-Preis, der Förderpreis für Darstellende Kunst des Bezirks Oberbayern, verliehen.
Die Schauspielerin lebt in Erding bei München.

## Filmografie
- 2018: Aktenzeichen XY … ungelöst (Folge: Der Fall Frank Gust)
- 2018: Dahoam is Dahoam
- 2019: Über Land (Folge: Kleine Fälle)
- 2020: Die Rosenheim-Cops (Folge: Der Schrottkönig)
- 2021: Die Rosenheim-Cops (Folge: Winter-Special – Mörderische Gesellschaft)
- 2022: Polizeiruf 110: Das Licht, das die Toten sehen
- 2024: München Mord: A saisonale G’schicht (Fernsehreihe)

## Auszeichnungen
- 2018: Lore-Bronner-Preis